# ويليام هنري هاريسون (سياسي كندي)
ويليام هنري هاريسون هو سياسي كندي، ولد في 25 سبتمبر 1880 في سانت جون في كندا، وتوفي في 18 يوليو 1955. حزبياً، نشط في الحزب التقدمي المحافظ في نيو برونزويك ‏. وقد انتخب عضو الجمعية التشريعية لنيو برونزويك ‏.